# 2002年10月中国大陆

## 10月11日
- 联合国安理会通过决议将东突厥斯坦伊斯兰运动列入恐怖主义组织和个人名单。

## 10月15日
- 参加2002年亚洲运动会的中国体育代表团最后一批成员共148人于下午2点15分，乘坐中国民航飞机返回北京。国家体育总局在北京首都国际机场举行了简短的欢迎仪式[1]。

## 10月22日
- 10月22日至10月25日，中国国家主席江泽民访美。
- 中共中央决定：刘淇任中共北京市委书记，陈良宇任中共上海市委书记，黄镇东任中共重庆市委书记。贾庆林、黄菊调任中央。

## 10月30日
- 上海黄金交易所开始运行。